# Отношения между Казахстан и Киргизстан
Двустранните отношения между Киргизстан и Казахстан са много силни.
Киргизстанците и казахстанците са много близки по отношение на език, традиции и религия. Отношенията между Киргизстан и Казахстан винаги са били приоритетни и на много високо ниво както за едната, така и за другата страна. Икономическите отношения винаги са посрещани с голям ентусиазъм и от двете държави.
На 26 април 2007 година президентите на Киргизстан и Казахстан подписват споразумение, с което се създава висш съвет между двете страни. Това историческо събитие се провело по време на официалното посещение на президента на Казахстан в Бишкек – столицата на Киргизстан.
Казахстанските инвестиции в икономиката на Киргизстан набират бързо темпо в началото на новия век. Днес икономическото присъствие на Казахстан се усеща в цял Северен Киргизстан, от банките до малките предприятия, автомобилите с казахстанска регистрация и многобройните туристи. Мнозинството от киргизстанци приветстват гореизброените тенденции, тъй като двете страни споделят сходна култура и традиции. През последните 5 години Казахстан е инвестирал около 400 милиона долара в Киргизстан и поради този факт е смятан за най-големия инвеститор в страната. За сведения – 33% от капитала на киргизстанските банки принадлежи на казахстански инвеститори. Около 2000 предприятия функционират на територията на Киргизстан, като 500 от тях принадлежат на казахстански предприемачи. Обединяването между Казахстан и Киргизстан е икономическият интерес и на двете страни.
Казахстан е изключително важен за Северен Киргизстан. Ето и някои примери, които потвърждават това твърдение: за кратък период в средата на 1990-те години затварянето на летище „Манас“ в Бишкек реално прави Алмати – бившата столица на Казахстан, основната точка за влизане в Киргизстан. Също така киргизстанският северозападен град Талас получава почти всички свои услуги чрез казахстанския град Тараз, който се намира близо до границата.
През 2007 г. президентът на Казахстан Нурсултан Назарбаев предлага да се създаде фонд, който да има за цел икономическото развитие на Киргизстан. Страните започват да прилагат този проект едва през 2011 г. Този инвестиционен фонд е финансиран изцяло от Казахстан и има капитал от 100 милиона долара. Основната цел на този фонд е да осигурява финансова помощ на икономиката на Киргизстан чрез изпълнение на приоритетни проекти на територията на страната, а също и ефективно развитие на малкия и среден бизнес в Киргизстан.